# Louis Rousset
Pour les articles homonymes, voir Rousset.
Pas d'image ? Cliquez ici

a Compétitions nationales et continentales officielles uniquement.

b Matchs officiels uniquement.
Dernière mise à jour le 13 avril 2021.
Louis Rousset, né le 15 novembre 1995, est un joueur français de rugby à XV évoluant au poste de centre et d'ailier avec l'Union sportive seynoise.

## Carrière
Louis Rousset commence le rugby au sein du RC valettois revestois en 2005, avant de rejoindre le RC Toulon en 2007.
En 2014, il participe au Tournoi de Moscou avec l'équipe de France de rugby à sept. Il dispute six matches dont deux comme titulaire.
Il intègre le centre de formation du RC Toulon en 2015.
Il rejoint le centre de formation de Soyaux Angoulême XV Charente en 2016.
Durant ses deux saisons en Charente, il joue majoritairement avec l'équipe Espoirs du club, ne faisant que cinq apparitions avec le groupe professionnel en Pro D2.
A l'été 2018, il rejoint l'Union sportive seynoise en Fédérale 1 à partir de la saison 2018-2019.

## Statistiques
| Saison                 | Club                    | Championnat | Championnat | Championnat | Coupe d'Europe | Coupe d'Europe | Coupe d'Europe |
| Saison                 | Club                    | Compétition | Matches     | Essais      | Compétition    | Matches        | Essais         |
| ---------------------- | ----------------------- | ----------- | ----------- | ----------- | -------------- | -------------- | -------------- |
| 2016-2017              | Soyaux Angoulême XV     | Pro D2      | 3           | 0           |                |                |                |
| 2017-2018              | Soyaux Angoulême XV     | Pro D2      | 2           | 0           |                |                |                |
| Sous-total SA XV       | Sous-total SA XV        | Pro D2      | 5           | 0           |                |                |                |
| 2018-2019              | Union sportive seynoise | Fédérale 1  | 20          | 4           |                |                |                |
| 2019-2020              | Union sportive seynoise | Fédérale 1  | 0           | 0           |                |                |                |
| 2020-2021              | Union sportive seynoise | Fédérale 1  | 3           | 1           |                |                |                |
| Sous-total US seynoise | Sous-total US seynoise  | Fédérale 1  | 23          | 5           |                |                |                |

## Palmarès
Néant.